# Valerio de Tréveris
San Valerio de Tréveris (d. 320) fue un semlegendario obispo de Tréveris. 

## Leyenda
Según la tradición, era un seguidor de San Eucario, el primer obispo de Tréveris. Eucario fue enviado a Gaul junto a San Pedro como obispo, junto al diácono Valerio y el subdiacono Materno.
Llegaron al Rhin y a Ellelum (Ehl) en Alsacia, donde Materno moriría. Sus dos compañeros se apresuraron a regresar ante San Pedro para rogarle que devolviera la vida a Materno. San Pedro le dio la bendición personal a Eucario, y, al ser tocado, Materno, que había estado en su tumba cuarenta días, volvió a la vida. Después de este milagro, los gentiles se convirtieron luego en gran número. Después de fundar iglesias de los tres compañeros se fue a Tréveris, donde el trabajo de evangelización progresó tan rápidamente que Eucario eligió esa ciudad para su residencia episcopal. Entre otros milagros relacionados, resucitó a una persona muerta. Un ángel le anunció su próxima muerte y señaló Valerio como su sucesor. Eucario murió el 8 de diciembre, después de haber sido obispo durante veinticinco años, y fue enterrado en la iglesia de San Juan fuera de la ciudad.
Valerio fue obispo durante quince años y fue sucedido por Materno, que en este interinaje fundó la diócesis de Colonia y Tongeren, siendo obispo durante cuarenta años. Los seguidores de San Pedro se mantuvieron en Colonia hasta finales del siglo X, cuando se presentó en Tréveris, y fue llevado después a Praga ante la presencia de emperador Carlos IV.